# Władcy Sardynii

## Królowie Sardynii z nominacjicesarskiej
| W 1164 Barisone II, sędzia (giudice) Arborei, został przez cesarza Fryderyka I Barbarossę uznany za króla całej Sardynii w zamian za obietnicę znacznego corocznego trybutu. Ponieważ nie wywiązał się z tego zobowiązania, cesarz już w 1165 przekazał formalną zwierzchność nad wyspą arcybiskupom Pizy. |

| # | Imię        |  | Urodzony | Zmarł | Czas rządów | Rodzice                   |
| - | ----------- |  | -------- | ----- | ----------- | ------------------------- |
| - | Barisone II |  | ?        | 1186  | 1164-1165   | Comita II Elena de Orrubu |

### Hohenstaufowie
| W 1239 roku cesarz Fryderyk II Hohenstauf ogłosił swojego nieślubnego syna Enzio Królem Sardynii. |

| # | Imię             |  | Urodzony      | Zmarł                 | Czas rządów    | Rodzice                         |
| - | ---------------- |  | ------------- | --------------------- | -------------- | ------------------------------- |
| - | Enzio (Wincenty) |  | 1212 lub 1224 | 14 marca 1272 Bolonia | 1239-1249/1272 | Fryderyk II Hohenstauf Adelajda |

## Królowie Sardynii

### W unii zAragonią(1297-1516)
| W 1297 papież Bonifacy VIII dla dyplomatycznego rozwiązania wywołanej przez nieszpory sycylijskie wojny Aragonii i Andegawenów, ustanowił Królestwo Sardynii i Korsyki (Regnum Sardiniae et Corsicae), nadając je w lenno władcy Aragonii Jakubowi II i obiecując pomoc przeciw Pizie w uzyskaniu rzeczywistej kontroli nad wyspami w zamian za rezygnację z pretensji do Sycylii. Władzę nad wyspą Jakub II przejął w 1323 roku. |

#### Dynastia Barcelońska
| # | Imię                  |  | Urodzony                     | Zmarł                      | Czas rządów    | Rodzice                                   |
| - | --------------------- |  | ---------------------------- | -------------------------- | -------------- | ----------------------------------------- |
| 1 | Jakub II Sprawiedliwy |  | 10 sierpnia 1267 Walencja    | 2 listopada 1327 Barcelona | 1297/1323-1327 | Piotr III Wielki Konstancja Hohenstauf    |
| 2 | Alfons IV Łagodny     |  | 2 listopada 1299 Neapol      | 24 stycznia 1336 Barcelona | 1327-1336      | Jakub II Sprawiedliwy Blanka Andegaweńska |
| 3 | Piotr IV Ceremonialny |  | 5 października 1319 Balaguer | 5 stycznia 1387 Barcelona  | 1336-1387      | Alfons IV Aragoński Teresa de Entenza     |
| 4 | Jan I Myśliwy         |  | 27 grudnia 1350 Perpignan    | 19 maja 1396 Foix          | 1387-1396      | Piotr IV Aragoński Eleonora Sycylijska    |
| 5 | Marcin I Ludzki       |  | 1356 Perpignan               | 31 maja 1410 Barcelona     | 1396-1410      | Piotr IV Aragoński Eleonora Sycylijska    |

#### Dynastia Trastámara
| #  | Imię                        |  | Urodzony                           | Zmarł                        | Czas rządów | Rodzice                                       |
| -- | --------------------------- |  | ---------------------------------- | ---------------------------- | ----------- | --------------------------------------------- |
| 6  | Ferdynand I                 |  | 27 listopada 1380 Medina del Campo | 2 kwietnia 1416 Igualada     | 1412-1416   | Jan I Kastylijski Eleonora Aragońska          |
| 7  | Alfons II Wspaniały         |  | 1396 Medina del Campo              | 27 czerwca 1458 Neapol       | 1416-1458   | Ferdynand I Aragoński Eleonora de Albuquerque |
| 8  | Jan II                      |  | 29 czerwca 1397 Medina del Campo   | 20 stycznia 1479 Barcelona   | 1458-1479   | Ferdynand I Aragoński Eleonora de Albuquerque |
| 9  | Ferdynand II Katolicki      |  | 10 marca 1452 Sos                  | 23 stycznia 1516 Madrigalejo | 1474-1516   | Jan II Aragoński Juana Enriquez               |
| 10 | Joanna I Szalona Giovanna I |  | 6 listopada 1479 Toledo            | 12 kwietnia 1555 Tordesillas | 1516-1555   | Ferdynand II Katolicki Izabela I Katolicka    |

### W unii z Hiszpanią (1516-1714)

#### Habsburgowie(Dom Austrii)
| #  | Imię                  |  | Urodzony                   | Zmarł                     | Czas rządów         | Rodzice                                   |
| -- | --------------------- |  | -------------------------- | ------------------------- | ------------------- | ----------------------------------------- |
| 11 | Karol I Carlo I       |  | 24 lutego 1500 Gandawa     | 21 września 1558 Yuste    | 1516-1556 Abdykował | Filip I Piękny Joanna Szalona             |
| 12 | Filip I Filippo I     |  | 21 maja 1527 Valladolid    | 13 września 1598 Escorial | 1556-1598           | Karol I Habsburg Izabela Portugalska      |
| 13 | Filip II Filippo II   |  | 14 kwietnia 1578 Madryt    | 31 marca 1621 Madryt      | 1598-1621           | Filip II Habsburg Anna Habsburg           |
| 14 | Filip III Filippo III |  | 8 kwietnia 1605 Valladolid | 17 września 1665 Madryt   | 1621-1665           | Filip III Habsburg Małgorzata Austriaczka |
| 15 | Karol II Carlo II     |  | 6 listopada 1661 Madryt    | 1 listopada 1700 Madryt   | 1665-1700           | Filip IV Habsburg Marianna Habsburg       |

#### Burbonowie
| #  | Imię                |  | Urodzony               | Zmarł               | Czas rządów | Rodzice                           |
| -- | ------------------- |  | ---------------------- | ------------------- | ----------- | --------------------------------- |
| 16 | Filip IV Filippo IV |  | 19 grudnia 1683 Wersal | 9 lipca 1746 Madryt | 1700–1714   | Ludwik Burbon Maria Anna Bawarska |

### Pod okupacją austriacką (1714-1720)

#### Habsburgowie
| #  | Imię                     |  | Urodzony                   | Zmarł                           | Czas rządów | Rodzice                                                            |
| -- | ------------------------ |  | -------------------------- | ------------------------------- | ----------- | ------------------------------------------------------------------ |
| 17 | Karol III (VI) Carlo III |  | 14 października 1685 Turyn | 20 października 1740 Moncalieri | 1714-1720   | Leopold I Habsburg Elżbieta Krystyna von Braunschweig-Wolfenbüttel |

### W unii z Księstwem Sabaudii (1720-1861)
| W 1720 Wiktor Amadeusz II odstąpił Austrii Sycylię w zamian za Sardynię. Za panowania Karola Emanuela III, w 1743 Królestwo Sardynii zostało połączone z Piemontem; mimo że państwo oficjalnie nosiło nazwę Królestwa Sardynii, jego podstawą terytorialną był Piemont z Sabaudią, a stolicą – piemoncki Turyn. |

#### Dynastia sabaudzka
| #  | Imię                                    |  | Urodzony                  | Zmarł                           | Czas rządów         | Rodzice                                                        |
| -- | --------------------------------------- |  | ------------------------- | ------------------------------- | ------------------- | -------------------------------------------------------------- |
| 18 | Wiktor Amadeusz II Vittorio Amedeo II   |  | 14 maja 1666 Turyn        | 31 października 1732 Moncalieri | 1720-1730 abdykował | Karol Emanuel II Maria Joanna Baptista de Savoie-Nemours       |
| 19 | Karol Emanuel III Carlo Emanuele III    |  | 27 kwietnia 1701 Turyn    | 20 lutego 1773 Turyn            | 1730-1773           | Wiktor Amadeusz II Maria Anna Orleańska                        |
| 20 | Wiktor Amadeusz III Vittorio Amedeo III |  | 26 czerwca 1726 Turyn     | 16 października 1796 Moncalieri | 1773-1796           | Karol Emanuel III Felicja Krystyna von Hessen-Rheinfel         |
| 21 | Karol Emanuel IV Carlo Emanuele IV      |  | 24 maja 1751 Turyn        | 6 października 1819 Rzym        | 1796-1802 abdykował | Wiktor Amadeusz III Maria Antonietta Burbon                    |
| 22 | Wiktor Emanuel I Vittorio Emanuele I    |  | 24 lipca 1759 Turyn       | 10 stycznia 1824 Moncalieri     | 1802-1821 abdykował | Wiktor Amadeusz III Maria Antonietta Burbon                    |
| 23 | Karol Feliks Carlo Felice               |  | 6 kwietnia 1765 Turyn     | 27 kwietnia 1831 Turyn          | 1821-1831           | Wiktor Amadeusz III Maria Antonietta Burbon                    |
| 24 | Karol Albert Carlo Alberto              |  | 2 października 1798 Turyn | 28 lipca 1849 Porto             | 1831-1849 abdykował | Karol Emanuel di Savoia-Carignano Maria Krystyna Alberta Saska |
| 25 | Wiktor Emanuel II Vittorio Emanuele II  |  | 14 marca 1820 Turyn       | 9 stycznia 1878 Rzym            | 1849-1861           | Karol Albert Maria Teresa Toskańska                            |

| W 1861 roku doszło do zjednoczenia Włoch, a Wiktor Emanuel II przyjął tytuł Króla Włoch. |